# トロイ・パーシバル
トロイ・ユージーン・パーシバル（Troy Eugene Percival, 1969年8月9日 - ）は、アメリカ合衆国カリフォルニア州フォンタナ出身の元プロ野球選手（投手）。右投右打。
現役時代は主にアナハイム・エンゼルスなどでクローザーとして活躍、通算358セーブを記録した。

## 経歴

### 現役時代
1990年のMLBドラフトでカリフォルニア・エンゼルスから6巡目（全体179位）で指名を受け入団。入団当初は強肩の捕手だったが、メジャー1年目A級での打率は.203だった。ボブ・クリアーとフランク・リーバーガーの2人の巡回コーチから「捕手としてプレーを続けて君のキャリアを無駄にする必要はない。君には凄い強肩があるじゃないか。ピッチャーとしてやってみないか?」と投手転向を勧められた。
捕手に愛着があったがパーシバルは投手に転向し、1991年にA級でリーグ最多の12セーブを記録するなどリリーフとして徐々に実績を積み重ねる。1995年にはメジャーの開幕ロースター入りを果たし、4月26日にメジャーデビューした。この年はリー・スミスへのセットアップ役として62試合に登板し、3勝2敗3セーブ、防御率1.95、奪三振率11.43という活躍で新人王投票では4位となった。
1996年は故障のリー・スミスに代わり開幕からクローザーに就任。オールスターゲームにも初出場を果たして36セーブを記録する。1997年は右肩の故障で1カ月半故障者リスト入りしたため27セーブに終わったが、翌1998年には自己最多で球団歴代2位となる42セーブを記録。
2002年は4勝1敗40セーブ、防御率1.92を記録し、チームはワイルドカードでポストシーズンに進出する。ポストシーズンでは9月18日にデビューしたばかりの新人で、大ブレークしたフランシスコ・ロドリゲスのあとを受け、9試合に登板し失敗なしの7セーブを記録、球団史上初の世界一の瞬間にはマウンド上で雄たけびを上げた。
2004年も33セーブを記録し地区優勝に貢献したが、同年オフにはフリーエージェントとなる。エンゼルスに在籍していた10年間では、1998年から7年連続30セーブ以上を記録し、また通算316セーブは球団記録である。オフの10月16日には日本球界の読売ジャイアンツが獲得に乗り出していることが報じられ、メディカルチェックまで済ませていたが、11月19日にデトロイト・タイガースへ入団。パーシバル獲得に失敗した巨人はダン・ミセリと契約した。
2005年は開幕から故障に悩まされ、5月9日右腕屈筋裂傷で故障者リスト入りする。6月4日にいったん復帰したものの、7月9日再び故障者リスト入りしてシーズンを終えた。
2006年は右前腕の故障が癒えずシーズンを通して故障者リストで過ごした。
引退を決意した2007年は、エンゼルスの巡回投手コーチに就任し、傘下のマイナーチームで指導をすることとなった。4月2日には1日だけエンゼルスとマイナー契約を結び、アナハイムでの開幕戦でエンゼルスの選手として引退式を行なった。ところが子供の野球の練習を手伝っていた際に腕の痛みが消えていることに気づき、母校カリフォルニア大学で練習を始める。
5月18日には現役復帰を目指すと発表し、チームにコーチ契約の解除を申し出た。実に早い引退撤回であった。数チームが注目する中、6月8日にカージナルスとマイナー契約を結び、6月28日には約2年ぶりにメジャー復帰、主に中継ぎとして34試合に登板し、防御率1.80という好成績を残した。シーズン終了後の11月2日はFAとなり、ミルウォーキー・ブルワーズ、ニューヨーク・ヤンキース、タイガースも興味を示していたが、11月29日にエンゼルス時代のベンチコーチであるジョー・マドンが監督をつとめるタンパベイ・レイズと2年総額800万ドルで契約した。
レイズではリリーフ投手としてだけではなく、若い投手陣のリーダーとしての役割も期待されていた。2008年はチーム最多の28セーブを記録し、レイズのプレーオフ進出に貢献した。レイズはディビジョンシリーズ、リーグチャンピオンシップシリーズを勝ち抜いてワールドシリーズに進出したが、パーシバルはシーズン後半に悩まされた背中の故障のためメンバーから外れており、プレーオフには出場できなかった。12月に背中の手術を受けた。

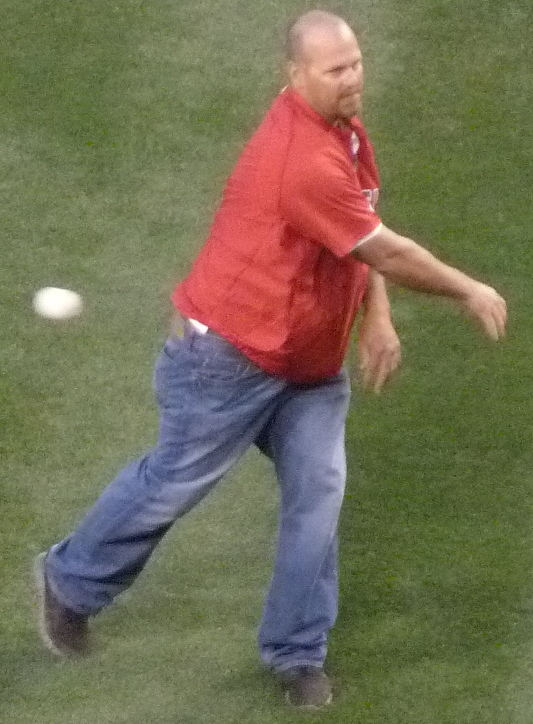
2012年4月6日

2009年は肩の炎症のため5月23日に故障者リストに入り、その後復帰することはなかった。8月11日に引退を表明した。

### 現役引退後
現役引退後の2012年には母校であるモレノバレー高校の野球部のコーチを務めた。
2014年から2020年まで、母校であるカリフォルニア大学リバーサイド校のヘッドコーチを務めた。
2024年より、アメリカ独立リーグであるパイオニアリーグのアイダホフォールズ・チューカーズの監督を務める。

## 選手としての特徴・人物
全盛期は浮き上がるような軌道を描く最速102mph（約164km/h）のフォーシーム・ファストボールを武器とし、カーブとチェンジアップを交えていた。
エンゼルス時代にチームメートであった長谷川滋利とは1997年の入団会見以来の仲で、長谷川にとっては「メジャーリーグにおける師匠のような存在」であるという。

## 詳細情報

### 年度別投手成績
| 年 度     | 球 団     | 登 板 | 先 発 | 完 投 | 完 封 | 無 四 球 | 勝 利 | 敗 戦 | セ 丨 ブ | ホ 丨 ル ド | 勝 率 | 打 者 | 投 球 回 | 被 安 打 | 被 本 塁 打 | 与 四 球 | 敬 遠 | 与 死 球 | 奪 三 振 | 暴 投 | ボ 丨 ク | 失 点 | 自 責 点 | 防 御 率 | W H I P |
| --------- | --------- | ----- | ----- | ----- | ----- | -------- | ----- | ----- | -------- | ----------- | ----- | ----- | -------- | -------- | ----------- | -------- | ----- | -------- | -------- | ----- | -------- | ----- | -------- | -------- | ------- |
| 1995      | CAL ANA   | 62    | 0     | 0     | 0     | 0        | 3     | 2     | 3        | --          | .600  | 284   | 74.0     | 37       | 6           | 26       | 2     | 1        | 94       | 2     | 2        | 19    | 16       | 1.95     | 0.85    |
| 1996      | CAL ANA   | 62    | 0     | 0     | 0     | 0        | 0     | 2     | 36       | --          | .000  | 291   | 74.0     | 38       | 8           | 31       | 4     | 2        | 100      | 2     | 0        | 20    | 19       | 2.31     | 0.93    |
| 1997      | CAL ANA   | 55    | 0     | 0     | 0     | 0        | 5     | 5     | 27       | --          | .500  | 224   | 52.0     | 40       | 6           | 22       | 2     | 4        | 72       | 5     | 0        | 20    | 20       | 3.46     | 1.19    |
| 1998      | CAL ANA   | 67    | 0     | 0     | 0     | 0        | 2     | 7     | 42       | --          | .222  | 287   | 66.2     | 45       | 5           | 37       | 4     | 3        | 87       | 3     | 0        | 31    | 27       | 3.65     | 1.23    |
| 1999      | CAL ANA   | 60    | 0     | 0     | 0     | 0        | 4     | 6     | 31       | 0           | .400  | 230   | 57.0     | 38       | 9           | 22       | 0     | 3        | 58       | 3     | 0        | 24    | 24       | 3.79     | 1.05    |
| 2000      | CAL ANA   | 54    | 0     | 0     | 0     | 0        | 5     | 5     | 32       | 0           | .500  | 221   | 50.0     | 42       | 7           | 30       | 4     | 2        | 49       | 1     | 0        | 27    | 25       | 4.50     | 1.44    |
| 2001      | CAL ANA   | 57    | 0     | 0     | 0     | 0        | 4     | 2     | 39       | 0           | .667  | 230   | 57.2     | 39       | 3           | 18       | 1     | 2        | 71       | 2     | 0        | 19    | 17       | 2.65     | 0.99    |
| 2002      | CAL ANA   | 58    | 0     | 0     | 0     | 0        | 4     | 1     | 40       | 0           | .800  | 228   | 56.1     | 38       | 5           | 25       | 1     | 0        | 68       | 5     | 0        | 12    | 12       | 1.92     | 1.12    |
| 2003      | CAL ANA   | 52    | 0     | 0     | 0     | 0        | 0     | 5     | 33       | 0           | .000  | 206   | 49.1     | 33       | 7           | 23       | 1     | 3        | 48       | 1     | 0        | 22    | 19       | 3.47     | 1.14    |
| 2004      | CAL ANA   | 52    | 0     | 0     | 0     | 0        | 2     | 3     | 33       | 0           | .400  | 211   | 49.2     | 43       | 7           | 19       | 3     | 3        | 33       | 2     | 0        | 19    | 16       | 2.90     | 1.25    |
| 2005      | DET       | 26    | 0     | 0     | 0     | 0        | 1     | 3     | 8        | 0           | .250  | 107   | 25.0     | 19       | 7           | 11       | 3     | 2        | 20       | 0     | 0        | 16    | 16       | 5.76     | 1.20    |
| 2007      | STL       | 34    | 1     | 0     | 0     | 0        | 3     | 0     | 0        | 4           | 1.000 | 150   | 40.0     | 24       | 3           | 10       | 0     | 0        | 36       | 2     | 0        | 8     | 8        | 1.80     | 0.85    |
| 2008      | TB        | 50    | 0     | 0     | 0     | 0        | 2     | 1     | 28       | 4           | .667  | 194   | 45.2     | 29       | 9           | 27       | 0     | 1        | 38       | 2     | 0        | 26    | 23       | 4.53     | 1.23    |
| 2009      | TB        | 14    | 0     | 0     | 0     | 0        | 0     | 1     | 6        | 0           | .000  | 52    | 11.1     | 14       | 3           | 5        | 0     | 1        | 7        | 2     | 0        | 8     | 8        | 6.35     | 1.68    |
| MLB：14年 | MLB：14年 | 703   | 1     | 0     | 0     | 0        | 35    | 43    | 358      | 8           | .449  | 2915  | 708.2    | 479      | 85          | 306      | 25    | 27       | 781      | 32    | 2        | 271   | 250      | 3.17     | 1.11    |

- CAL（カリフォルニア・エンゼルス）は、1997年にANA（アナハイム・エンゼルス）に球団名を変更

### 年度別守備成績
| 年 度 | 球 団 | 投手（P） | 投手（P） | 投手（P） | 投手（P） | 投手（P） | 投手（P） |
| 年 度 | 球 団 | 試 合     | 刺 殺     | 補 殺     | 失 策     | 併 殺     | 守 備 率  |
| ----- | ----- | --------- | --------- | --------- | --------- | --------- | --------- |

### 記録
- MLBオールスターゲーム選出：4回：（1996年、1998年、1999年、2001年）

### 背番号
- 40（1995年 - 2005年、2007年 - 2009年）